# Нагорная проповедь (фреска Росселли)
Нагорная проповедь и исцеление прокажённого (итал. Discorso della montagna e guarigione del lebbroso) — фреска работы Козимо Росселли, написанная в период 1480—1482 гг. Расположена в Сикстинской капелле, Ватикан.

## История
27 октября 1480 года Росселли, вместе с другими флорентийскими художниками, в том числе Доменико Гирландайо и Сандро Боттичелли, приехал в Рим, куда они были приглашены для участия в проекте по примирению между Лоренцо де Медичи, фактическим правителем Флорентийской республики и папой Сикстом IV. Весной 1481 года флорентийцы приступили к работе в Сикстинской капелле, вместе с Пьетро Перуджино, который начал работу ранее.
Темой росписи стала параллель между историями Моисея и Иисуса Христа, как символ преемственности между Ветхим и Новым заветом, а так же преемственности между законом, данным Моисею и посланием Иисуса, который, в свою очередь, избрал Святого Петра (первого епископа Рима) своим преемником: это должно было послужить провозглашению законности наследников Святого Петра — римских пап.
Из-за большого объема работ художники привезли множество помощников, Росселли, в частности, взял с собой своего ученика Пьеро ди Козимо.

## Описание
Фреска является частью Истории Иисуса и на ней, как и на других фресках капеллы, изображено сразу несколько эпизодов из Евангелия. Находится на южной стене капеллы, напротив фрески «Схождение с горы Синай», также принадлежащей кисти Росселли, имеет место своего рода параллель в образе горы, как места, где Бог являет людям свою волю. В центре Иисус, окружённый апостолами, проповедует перед народом этические принципы своего учения. Справа Иисус, в окружении апостолов и зевак, исцеляет прокажённого. В толпе много портретов современников художника, а человек в чёрной шляпе слева — вероятно, сам Росселли.
По мнению Вазари, на этой фреске особенно удался фоновый пейзаж с городом и заросшими лесом холмами, принадлежащий кисти ученика Росселли — Пьеро ди Козимо.